# Firuz Xah Tughluq
Firuz-Xah Tughluq (urdú: فروز شاہ تغلق; hindi: फ़िरोज़ शाह तुग़लक़) (?, 1309 - Jaunpur, 20 de setembre de 1388) fou un soldà de Delhi de la dinastia tuglúquida o tughlúquida (1351 - 1388).
Era germà de Ghiyath al-Din Tughluk i de la princesa rajput Bibi Naila de Dipalpur (filla d'un zamindari hindú de la tribu bhatti). Era fill de Razzab i net de Gazi Malik (Gays al-Din Tughluq). Fou conegut com a iconoclasta. La seva vida és narrada a la "Tarikh-i-Firuz Xah" on s'assenyala que va perseguir als hindús als que va fer pagar la jizya i els va prohibir construir temples. També se'n parla al "Insha-i-Mahry" de Amud Din Abdullah bin Mahru on també parla de la seva política anti hindú i de l'observança de l'ortodòxia musulmana. Fou el darrer sultà de Delhi que va rebre la investidura del nominal califa abbàssida del Caire.
Sota el seu cosí Muhammad Shah II Tughluk (1325-1351) fou naib amir hadjib i va tenir part important en la direcció de l'estat. A la mort del sultà el març de 1351 a Thatta (Sind) els notables el van posar al tron en el lloc del seu parent Mahmud Shah I Tughluk ibn Muhammad (març de 1351) suposat hereu legítim que tenia el suport del wazir Khwadja-i Djahan Ahmad Ayaz que era a Delhi. Va intentar recuperar Bengala, perduda en el regnat precedent i va fer dues expedicions el 1353-1354 i el 1359-1361 que no li van reportar quasi cap guany. El 1361 va entrar a Orissa que va poder annexionar. El 1363 va fer una expedició a Kangra que el va reconèixer com a sobirà. Llavors va planejar envair Dècan però sota consell del seu wazir Khan Jahan Makbul (un telugu convers a l'islam, que li fou sempre fidel sense dubtar) va abandonar la idea. Va decidir que el seu regnat seria pacífic i va renunciar als territoris perduts. El 1366-1367 va fer una altra expedició contra els Samma de Thatta que va imposar la sobirania de Delhi al Sind.
En aquestos anys i posteriors va fer diverses obres públiques, canals de reg i pous, va abolir 29 taxes la majoria urbanes, que li van donar popularitat sobretot entre els comerciants i artesans. Va fer un codi penal menys cruel i va donar gran feus (ikta o jagir) als nobles fidels amb drets hereditaris; a l'exèrcit els nobles podien enviar el seu fill, gendre o fins i tot un esclau al seu lloc. Als ulemes els va concedir diverses millores i els va escoltar quan va restablir la djizya pels bramans que fins aleshores n'estaven exempts. Va fer traduir diverses obres dels sànscrit al persa i va tenir una gran biblioteca personal. Va portar els pilars d'Asoka de Meerut a Delhi i un d'aquestos el va fer posar al seu palau. Tenia un gran nombre d'esclaus (es diu que fins a 180.000) anomenats els bandagan- i Firuz Shah, que li foren lleials, però van causar problemes al final del seu regne i més tard. Fou un gran constructor que va fer construir fins a una trenta de pobles, la ciutat de Jawnpur, i una nova ciutat a 240 de Delhi anomenada Firozabad, a més de mesquites, madrasses i palaus, restaurant també antics monuments.
Firuz Xah Tughluq era un musulmà fervent i va adoptar polítiques de xaria amb l'ajuda dels seus visirs. Khan Jahan II va esdevenir visir a la mort del seu pare Khan Jahan I el 1368, en oberta rivalitat amb Muhammad Shah, el fill de Firuz Xah Tughluq. Khan Jahan va convèncer el sultà perquè nomenés hereu el seu besnét i va intentar convèncer-lo perquè destituís el seu únic fill, però en canvi el sultà va destituir el visir. La crisi que va seguir va provocar la primera guerra civil, la detenció i l'execució del visir, i una rebel·lió i una guerra civil a Delhi i als voltants. Muhammad Shah també va ser destituit el 1387. El sultà Firuz Shah Tughluq va morir l'any 1388 i el seu net Tughluq Khan va assumir el poder. Fou enterrat al mausoleu de Hawd Khass als afores de Delhi.